# Taimyr-Insel
Die Taimyr-Insel (russisch Таймыр) ist eine 350 km² große Insel in der Karasee im asiatischen Teil Russlands.

## Geographie
Die Insel ist der gleichnamigen Taimyrhalbinsel vorgelagert, von der sie durch die an der schmalsten Stelle nur knapp einen Kilometer breite Taimyr-Straße getrennt ist. Die Straße ist, wie auch die sich westlich anschließende Pallanderstraße, meist von Packeis bedeckt. Östlich der Insel erstreckt sich der Taimyrgolf, nördlich ist sie durch die Matissenstraße vom Nordenskiöld-Archipel getrennt. Im Westen und Norden sind Taimyr die Pilot-Machotkin-Insel, die Pilot-Alexejew-Insel, die Moissejew-Insel und weitere kleinere Inseln vorgelagert. Teilweise werden die Taimyr-Insel und die umliegenden Inseln als sechste Inselgruppe ebenfalls dem Nordenskiöld-Archipel zugeordnet.
Die Taimyr-Insel ist in West-Ost-Richtung etwa 37 Kilometer lang und 18,5 Kilometer breit. Höchster Punkt ist der 235 Meter hohe Berg Negri. Die Küste ist stark gegliedert.
Die Insel ist heute unbewohnt.

## Geologie
Die Insel besteht aus Sandstein und Schiefer, die von quartären Ablagerungen überdeckt sind.

## Flora
Die Taimyr-Insel ist von Tundravegetation bedeckt.

## Geschichte
Entdeckt und benannt wurde die Insel während der Erstdurchfahrung der Nordostpassage durch Adolf Erik Nordenskiöld 1878 mit dem Auxiliarsegler Vega. An der Südwestküste der Insel hinterließ Nordenskiöld einen vier Meter hohen Holzmast an einem Findling, der während der Kartierung der Insel 1971 wiederentdeckt wurde.